# 名岐鉄道デボ600形電車
名岐鉄道デボ600形電車（めいぎてつどうデボ600がたでんしゃ）は、現・名古屋鉄道（名鉄）の前身事業者の一つである旧・名古屋鉄道が導入した1500形電車のうち1519 - 1525の7両について、旧・名古屋鉄道の後身である名岐鉄道当時の1935年（昭和5年）に実施された形式称号改訂に際して付与された形式区分である。
デボ600形に区分された7両は、1925年（大正14年）に製造された2軸ボギー構造を採用した木造車体の電車（制御電動車）で、先行して落成した1500形1501 - 1518（後の名岐デボ300形・デボ350形およびデボ400形・デボ450形）と同様に「郡部線」と通称される鉄道線区間に導入された。

## 沿革
1500形1511 - 1518に次ぐ増備車として、1925年（大正14年）8月から同年11月にかけて1519 - 1525の7両が名古屋電車製作所において新製された。木造二重屋根（ダブルルーフ）構造の車体は1511 - 1518と同様であるが、側面窓配置が変更されるなど、一部設計変更が加えられた。主要機器については「甲型」と区分される1519・1520の2両が従来車の仕様を踏襲した主電動機2基仕様であったのに対して、「乙型」と区分される1521 - 1525の5両については主電動機に従来のイングリッシュ・エレクトリック (EE) 製の輸入品ではなく東洋電機製造製の国産品を採用し、併せて主電動機を1両あたり4基搭載に増強して出力向上および動力性能の向上を図った。1521 - 1525にて確立された主要機器の仕様は、1500形に次いで導入されたデボ650形のほか、旧・名古屋鉄道初の鋼製車であるデセホ700形・デセホ750形にも継承された。また、1521以降の5両は落成当初より集電装置としてパンタグラフを旧・名古屋鉄道の在籍車両において初めて採用した点も特筆される。
旧・名古屋鉄道が1925年（大正14年）に尾西鉄道の鉄道事業譲受を機に実施した車番改訂に際しては、1519 - 1525はデボ600形601 - 607と形式称号および記号番号を改めた。さらに現・名古屋鉄道（名鉄）成立後にはモ600形（初代）と車両番号はそのままに形式称号のみを改め、1966年（昭和41年）まで運用された。なお、モ600形（初代）が搭載した台車・主要機器は廃車後に制御車ク2330形（元モ910形）へ転用され、同形式の再電動車化に際して用いられた。

## 車体・主要機器
全長14 m級の、屋根部をダブルルーフ構造とした木造車体を備える。運転台を前後妻面に設けた両運転台構造とし、妻面は大きな円弧を描く丸妻形状で、3枚の前面窓を均等配置し、妻面裾部には連結器取付座を兼ねた台枠端梁が露出する。側面に3箇所設けられた客用扉は、先行して導入された1511 - 1518と同様に両端部の扉が両開構造の引扉で、中央部の扉のみ片開構造の引扉である。ただし、1519 - 1525においては両端扉の戸袋部に戸袋窓が設置され、車体中央側戸袋窓については楕円形の丸窓とした点が異なる。各客用扉間には丸窓のほか5枚の側面窓を配し、側面窓配置は1 D e 5 D 5 e D 1（D：客用扉、e：丸窓）とである。その他、二重屋根部の両脇に設置される通風器（ベンチレーター）が従来の水雷形からガーランド形に改良されている。車内はロングシート仕様で、車両定員は100人（座席44人）を公称した。
主要機器は従来車と同様にイングリッシュ・エレクトリック (EE) の製品を採用、制御装置は同社の前身事業者の一つであるディック・カー・アンド・カンパニーが開発した、「デッカーシステム」と通称される電動カム軸式自動加速制御器を採用した。主電動機については1519・1520が同じくEE製のDK-36直流直巻電動機（端子電圧600 V時定格出力90 PS）を歯車比3.21 (61:19) にて1両当たり2基搭載した一方、1521 - 1525は東洋電機製造TDK-31-S直流直巻電動機（端子電圧500 V時定格出力70 PS）を歯車比2.65 (61:23) にて1両当たり4基搭載した点が大きく異なる。
制動装置については先行導入された1501 - 1518において採用されたゼネラル・エレクトリック (GE) 製のGE非常直通ブレーキではなく、ウェスティングハウス・エア・ブレーキ (WABCO) 製のSME非常直通ブレーキを採用した。台車は1511 - 1518において採用されたボールドウィン・ロコモティブ・ワークス (BLW) 製のボールドウィンA形台車を設計の基本として住友製鋼所（のちの住友金属工業）が模倣製造したST-2形鋼組立形釣り合い梁式台車を装着する。
集電装置は、1519・1520の2両はトロリーポールを屋根上に前後各1基搭載して落成したが、1521 - 1525の5両は屋根上前後のトロリーポールのほか屋根上中央部に東洋電機製造製の菱形パンタグラフを1基搭載して落成した。1519・1520についても落成後間もなくパンタグラフが追加搭載された。

## 運用

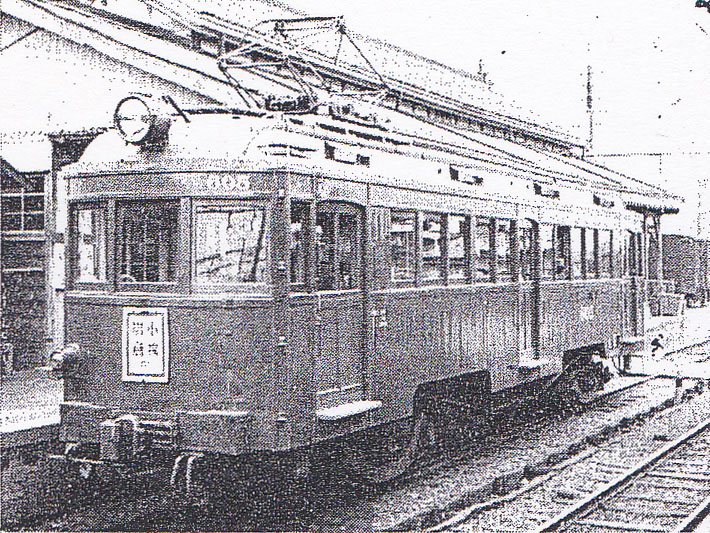
岩倉支線で運用されるモ600形605

導入後は郡部線と総称される各路線において運用され、尾西鉄道譲受後に実施された車番改訂に際しては、1519 - 1525はデボ600形601 - 607と、新たな形式称号および記号番号が付与された。後年、両開構造であった両端部の客用扉を中央部の客用扉と同じく片開構造に改め、さらに時期は不明ながら後年丸窓の埋込撤去が実施されて側面窓配置は1 D 5 D 5 D 1となり、デボ400形（旧1500形1511 - 1518）との車体外観上の差異は屋根上ベンチレーターの相違程度となった。
名岐鉄道と愛知電気鉄道の対等合併による現・名古屋鉄道（名鉄）成立後の1941年（昭和16年）2月に実施された形式称号改訂に際しては、デボ600形はモ600形（初代）601 - 607と車両番号はそのままに形式称号のみを改めた。
太平洋戦争末期から終戦直後にかけて、モ602が戦災によって、モ603・モ604は事故によってそれぞれ車体を焼失し、いずれも原形に近い木造車体を新製して復旧されたが、同3両は屋根部構造が原形のダブルルーフからシングルルーフ（丸屋根）へ改められた。
1948年（昭和23年）5月に、架線電圧が600 V規格であった旧名古屋鉄道・名岐鉄道に由来する西部線に属する各路線のうち、現在の犬山線・津島線および名古屋本線の一部に相当する区間の架線電圧1,500 V昇圧が実施された。架線電圧600 V仕様の制御電動車であったモ600形（初代）は架線電圧600 V規格のまま存置された支線区用へ転用され、小牧線・広見線など主に犬山地区の支線区において運用された。
その後、支線区における架線電圧1,500 V昇圧工事の完成や新型車両の導入に伴って、モ600形（初代）は順次瀬戸線へ転属し、広見線の架線電圧1,500 V昇圧に際して余剰となったモ607が1965年（昭和40年）4月に転属したのを最後に全車とも瀬戸線へ集約され、同路線の主力車両として運用された。またその間、最後に転属したモ607を除くモ601 - モ606の6両を対象として、外板に鋼板を貼り付けて補強する簡易鋼体化改造が1961年（昭和36年）から1963年（昭和38年）6月にかけて順次施工された。
同時期には本線系統において余剰となった半鋼製車体を備える各形式の瀬戸線への転属による、瀬戸線運用車両の体質改善が進められたが、転属車両の中には3730系ク2730形の新製に際して台車を含む主要機器を供出するため、車体のみが転属対象となったク2330形が含まれていた。このク2330形の車体と、瀬戸線所属の木造電動車としては最晩年まで残存したモ600形（初代）の台車・主要機器を組み合わせてモ900形として導入することとし、瀬戸線在籍車両の全面鋼体化の方針が策定された。
| 車体   | 機器供出元 | モ900形               |
| ------ | ---------- | --------------------- |
| ク2331 | モ601      | モ901 I （→モ907 II） |
| ク2332 | モ604      | モ902 I （→モ906 II） |
| ク2333 | モ602      | モ903 I （→モ905 II） |
| ク2334 | モ606      | モ904                 |
| ク2335 | モ603      | モ905 I （→モ903 II） |
| ク2336 | モ605      | モ906 I （→モ902 II） |
| ク2337 | モ607      | モ901 II              |

この一連の改造に際して、唯一簡易鋼体化改造を施工されなかったモ607が1965年（昭和40年）8月24日付で除籍となったことを皮切りに、以降ク2330形の本線系統からの転属・整備入場に際して台車・主要機器を供出する目的でモ600形（初代）の廃車が順次進行した。そして1966年（昭和41年）3月22日付のモ605の除籍をもって、名古屋鉄道1519 - 1525として導入された車両群は全廃となった。
なお、ク2330形2337への機器転用が予定されたモ607の主要機器のうち、ST-2台車のみは一旦モ750形751へ転用され、モ751が従来装着した台車は3730系ク2730形の新製に際して用いられた。その後ク2337がモ900形901（2代）として導入された際、モ751から再びST-2台車を転用して装着し、モ751は揖斐線系統への転属に際して台車を含む主要機器換装が実施されたモ757より発生した台車を装着するという、複雑な台車振替が実施されている。